# Astragalus acmophylloides
Astragalus acmophylloides — вид квіткових рослин з родини бобових (Fabaceae). Ареал охоплює такі країни: Туреччина (північно-східна Анатолія).

## Середовище
Зустрічається на узліссях соснового лісу. Вид знайдений на висотах ≈ 1700 метрів. Основними загрозами є втрата та деградація середовища існування, спричинені людиною, будівництвом дамб, що призводить до місцевих кліматичних змін, а також надмірний випас худоби.